# الكنيسة اللاتينية
الكنيسة اللاتينية (باللاتينية: Ecclesia Latina)، التي تسمى أحياناً الكنيسة الغربية (باللاتينية: Ecclesia Occidentalis)، هي أكبر كنيسة خاصة في شراكة كاملة مع بابا روما وبقية الكنيسة الكاثوليكية، يعود تاريخها إلى أول أيام المسيحية. استخدام الطقوس الليتورجية اللاتينية، مع 1.197 مليار معتنق (2011)، والكنيسة اللاتينية هي الجزء الأصلي وما زال جزءاً كبيراً من المسيحية الغربية. ويقع مقرها الرئيسي في كاتدرائية القديس يوحنا اللاتراني في روما عاصمة إيطاليا، على بعد أقل من أربعة كيلومترات عن مدينة الفاتيكان.
يرأس البابا، بصفته أسقف روما، الكنيسة اللاتينية مباشرةً، يوجد عرش الأسقف في كاتدرائية القديس يوحنا اللاتراني في روما، إيطاليا. تطورت الكنيسة اللاتينية في الثقافة الغربية وأثرت فيها تأثيرًا كبيرًا، لذا تُسمى أيضًا الكنيسة الغربية. تُسمى الكنيسة اللاتينية أيضًا الكنيسة الرومانية، الكنيسة الكاثوليكية اللاتينية، الكنيسة الرومانية الكاثوليكية (تشير هذه التسمية أيضًا إلى الكنيسة الكاثوليكية كلها، تبعًا للسياق). من الألقاب التقليدية للبابا في بعض من الأزمنة والسياقات «بطريرك الغرب».
كانت الكنيسة اللاتينية متحدةً مع الكنيسة الأرثوذكسية الشرقية قبل الانشقاق العظيم بين الشرق والغرب، أي بين روما والقسطنطينية في 1054. يُسمى المسيحيون الغربيون بـ«اللاتينيين» ويُسمى المسيحيون الشرقيون بـ«اليونانيين» أو «البيزنطيين»، وكانت هذه التسميات التي ترسخت بعد الانشقاق العظيم موجودة قبله.
تستخدم الكنيسة اللاتينية الطقوس الليتورجية اللاتينية، التي نُقلت إلى اللغة المحلية منذ منتصف القرن العشرين تقريبًا. منذ العصور القديمة، توجد ليتورجيا وطقوس لاتينية أخرى، منها الطقس الموزرابي المستخدم حاليًا في إسبانيا على نحو محدود، والطقس الأمبروزي في أجزاء من إيطاليا، والاستخدام الأنجليكاني في الأبرشيات الخاصة.
منذ الحقبة الحديثة المبكرة، أطلقت الكنيسة اللاتينية طلعات تبشيرية إلى الأمريكيتين، وبدءًا من العصر الحديث المتأخر، اتجه التبشير إلى جنوب الصحراء الكبرى وشرق آسيا. أدى الإصلاح البروتستانتي في القرن السادس عشر إلى انفصال البروتستانتية عن الكاثوليكية الرومانية، فتجزأت المسيحية الغربية، وظهرت فروع بروتستانتية من الكنيسة اللاتينية، ومجموعات أصغر من الطوائف الكاثوليكية المستقلة المنفصلة في القرن التاسع عشر.

## المصطلحات

### الاسم
يُسمى الكيان التاريخي من الكنيسة الكاثوليكية في الغرب «الكنيسة اللاتينية» لتمييزها عن الكنائس الكاثوليكية الشرقية التي تخضع أيضًا لسلطة بابا روما. في السياق التاريخي، قبل الانشقاق العظيم في 1054، سُميت الكنيسة اللاتينية من قبل البعض الكنيسة الغربية. يستخدم كُتّاب من طوائف بروتستانتية مختلفة مصطلح الكنيسة الغربية للإشارة ضمنيًا إلى الشرعية.
يشير مصطلح الكاثوليكية اللاتينية إلى أتباع الطقوس الليتورجية اللاتينية، التي يسودها الطقس الروماني. تختلف الطقوس الليتورجية اللاتينية عن الطقوس الليتورجية للكنائس الكاثوليكية الشرقية.

### «الكنيسة» و«الطقس»
حددت مجموعة قوانين الكنائس الشرقية في 1990 استخدام كلمتي «الكنيسة» و«الطقس». وفقًا للتعريفات المذكورة في مجموعة القوانين التي تحكم الكنائس الكاثوليكية الشرقية، فإن الكنيسة اللاتينية واحدة من مجموعات المؤمنين المسيحيين المتحدين بنظام هرمي، المعترف بهم من السلطة العليا للكنيسة الكاثوليكية بصفتهم كنيسة خاصة. يشير «الطقس اللاتيني» إلى تراث الكنيسة اللاتينية كله، تظهر من خلاله طريقتها في عيش الإيمان، والليتورجيا الخاصة بها، ولغتها اللاهوتية، وممارساتها الروحية، وتقاليدها، وقانونها الكنسي. يجب أن يكون الفرد الكاثوليكي عضوًا في إحدى الكنائس. يرث الفرد أيضًا وينتمي إلى تراث أو طقس محدد. للطقس عناصر ليتورجية ولغوية وروحانية وانضباطية، لذا يجب على الفرد أن يعبد ويتلقى التعليم المسيحي ويصلي ويُحكَم وفقًا لطقس خاص.
الكنائس الخاصة التي ترث تراثًا معينًا وتخلّده تُعدّ «كنيسة» أو «طقس» خاص. وبناءً على ذلك، تشير كلمة «الطقس»، وهي هنا مجاز مرسل، إلى «قسم من الكنيسة المسيحية يتبع ليتورجيا مميزة»، أو ببساطة «كنيسة مسيحية». وبهذا المعنى، تُستخدم كلمتا «طقس» و«كنيسة» على نحو متشابه، كما هو الحال في القاموس الذي أعده مؤتمر الولايات المتحدة للأساقفة الكاثوليك ونُقح في 1999، الذي ينص على أن «كل كنيسة ذات طقس شرقي... تُعد مساوية للطقس اللاتيني في الكنيسة». ذكر المجمع الفاتيكاني الثاني أن «الكنيسة الكاثوليكية ترى أن كل كنيسة أو طفس يجب أن تحتفظ بتقاليدها كاملة وشاملة، ويجب أن تكيف أسلوب حياتها مع الاحتياجات المختلفة للزمان والمكان» وتحدث عن البطاركة و«رؤساء الأساقفة الكبار، الذين يحكمون كنيسة أو طقس فرديًا بالكامل». لذا فإن استخدام كلمة «طقس» بمثابة «تسمية تقنية لما يمكن أن نطلق عليه الآن كنيسة خاصة». تُستخدم كلمة «كنيسة أو طقس» للإشارة إلى المعنى ذاته في تصنيف مكتبة الكونجرس الأمريكية.

## التاريخ
كان الكيان الحاكم للكنيسة اللاتينية (أي الكرسي الرسولي) واحدًا من البطريركيات الخمس في المسيحية الباكرة، مع بطريركيات القسطنطينية والإسكندرية وأنطاكية والقدس. وبسبب الظروف الجغرافية والثقافية، تطورت البطريركيات الأخيرة إلى كنائس ذات تقاليد مسيحية شرقية مميزة. هذا المخطط، الذي تقبله روما ضمنيًا على الأقل، مبني على وجهة نظر المسيحية اليونانية ولا يأخذ في الاعتبار الكنائس العظيمة الأخرى من العصور القديمة التي تطورت في الشرق خارج حدود الإمبراطورية الرومانية. قطعت أغلب الكنائس المسيحية الشرقية الشراكة الكاملة مع أسقف روما والكنيسة اللاتينية، نتيجة نزاعات لاهوتية وقضائية مختلفة في القرون التي تلت مجمع خلقيدونية في 451 م. شملت هذه النزاعات الانشقاق النسطوري (431-544) (كنيسة المشرق)، والانشقاق الخلقيدوني (451) (الأرثوذكسية المشرقية)، والانشقاق بين الشرق والغرب (1054) (الأرثوذكسية الشرقية). وشهد الإصلاح البروتستانتي في القرن السادس عشر انشقاقًا لم يكن مشابهًا لأنه لم يكن قائمًا على العوامل التاريخية ذاتها وانطوى على معارضة لاهوتية أعمق لتعاليم الكنائس المسيحية التاريخية الموجودة سابقًا. وحتى عام 2005، أخذ البابا لقب «بطريرك الغرب»، إلى أن ترك بنديكت السادس عشر اللقب.
بعد الفتوحات الإسلامية، شن الغرب الحروب الصليبية من 1095 إلى عام 1291 بهدف الدفاع عن المسيحيين وممتلكاتهم في الأرض المقدسة ضد الاضطهاد. لم ينجح الصليبيون في المدى الطويل في إعادة فرض السيطرة السياسية والعسكرية على فلسطين، التي ظلت مثل شمال إفريقيا المسيحية سابقًا وبقية الشرق الأوسط تحت السيطرة الإسلامية. ولا تزال الكنيسة الكاثوليكية تستخدم أسماء كثير من الأبرشيات المسيحية السابقة في هذه المنطقة الشاسعة في تسمية الكراسي الكاثوليكية، دون النظر إلى مسألة العائلات الليتورجية.
في العصور الوسطى العليا بدأ ظهور الفلسفة المدرسية في الكنيسة اللاتينية، التي سعت إلى التوفيق بين إعادة اكتشاف الأعمال اليونانية الكلاسيكية مثل أعمال أرسطو والمسيحية. وفي ظل المدرسية، ظهر علماء لاهوت جدد مثل توما الأكويني وأنسيلم من كانتربري، ممن اعتقدوا أن الإيمان والعقل يمكن أن يوجدا دون تناقض.
في عصر الاكتشافات، انتشرت الكنيسة اللاتينية إلى الأمريكتين والفليبين من خلال القوى الاستعمارية الإسبانية والبرتغالية، التي منحها البابا ألكسندر السادس في المرسوم البابوي حقوقًا استعمارية. أسس الاستعمار الفرنسي للأمريكيتين بدءًا من القرن السادس عشر الكنيسة اللاتينية الفرنسية في كيبيك.

## العضوية
في الكنيسة الكاثوليكية، توجد الكنيسة اللاتينية، التي يرأسها البابا مباشرة بصفته بطريركًا لاتينيًا، وتتميز في المسيحية الغربية بالتقليد المقدس والأسرار السبع المقدسة، بالإضافة إلى 23 كنيسة كاثوليكية شرقية، وهي كنائس خاصة ذاتية الحكم ولكل منها هرمية خاصة. تنتمي معظم هذه الكنائس إلى البطريركيات الأربع الأخرى من الخماسي القديم، لكنها لم تقطع الشراكة الكاملة تاريخيًا مع البابوية أو عادت إليها في وقت ما. تختلف هذه الكنائس في الطقوس الليتورجية (الاحتفالات، والملابس، والتراتيل، واللغة)، والتقاليد التعبدية، واللاهوت، والقانون الكنسي، ورجال الدين، لكنها تحافظ على الإيمان ذاته، وترى جميعها أن الشراكة الكاملة مع البابا بصفته أسقف روما ضرورية لكونها كاثوليكية وجزءًا من الكنيسة الحقيقية الوحيدة وفقًا لعلامات الكنيسة الأربع في علم الكنيسة.

## معرض صور

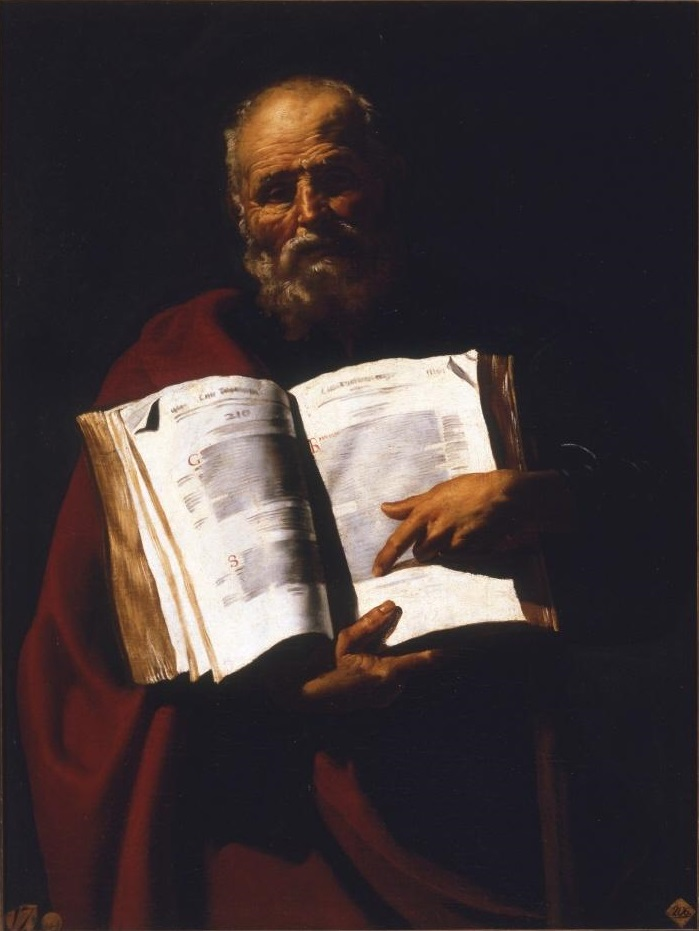
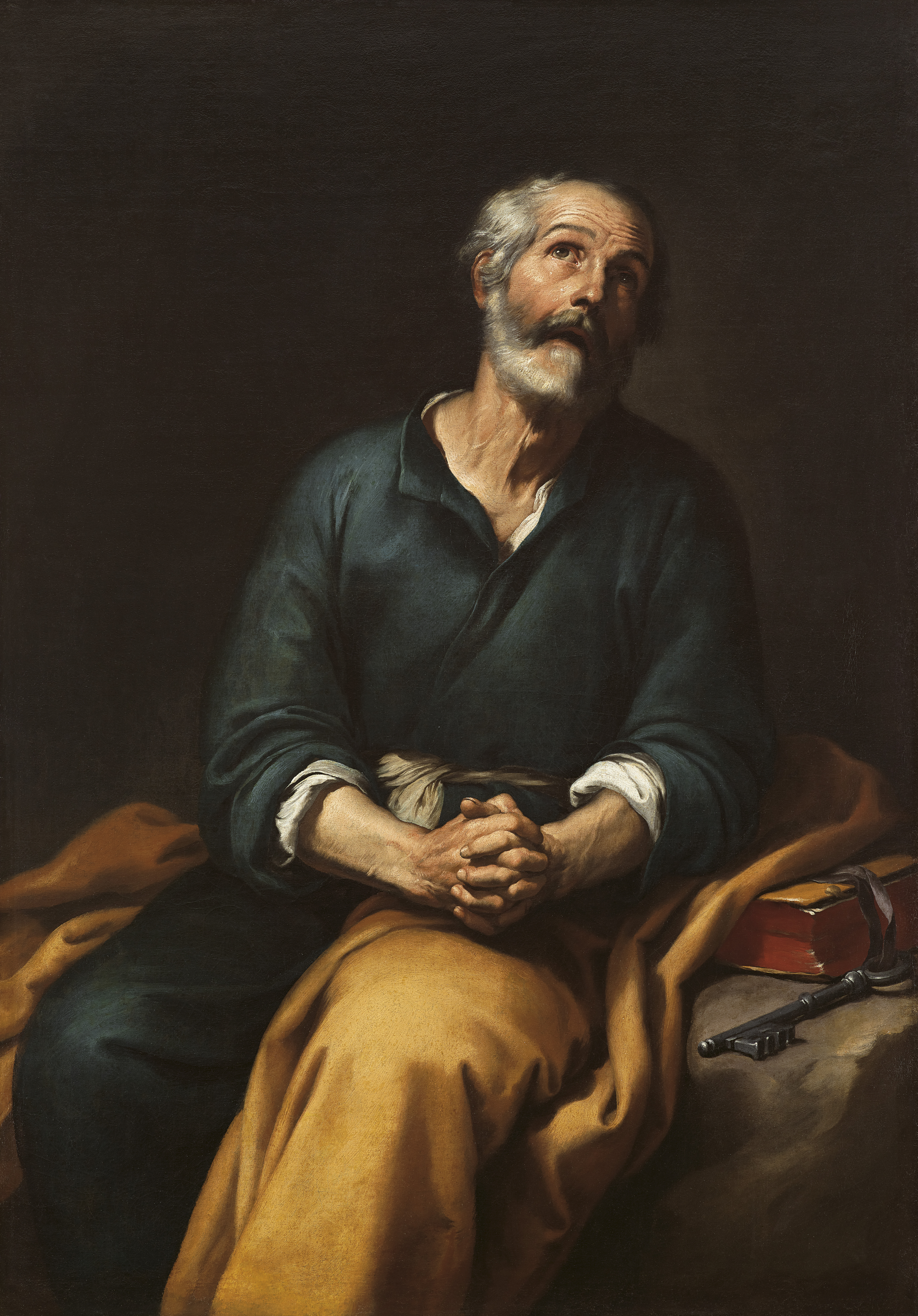
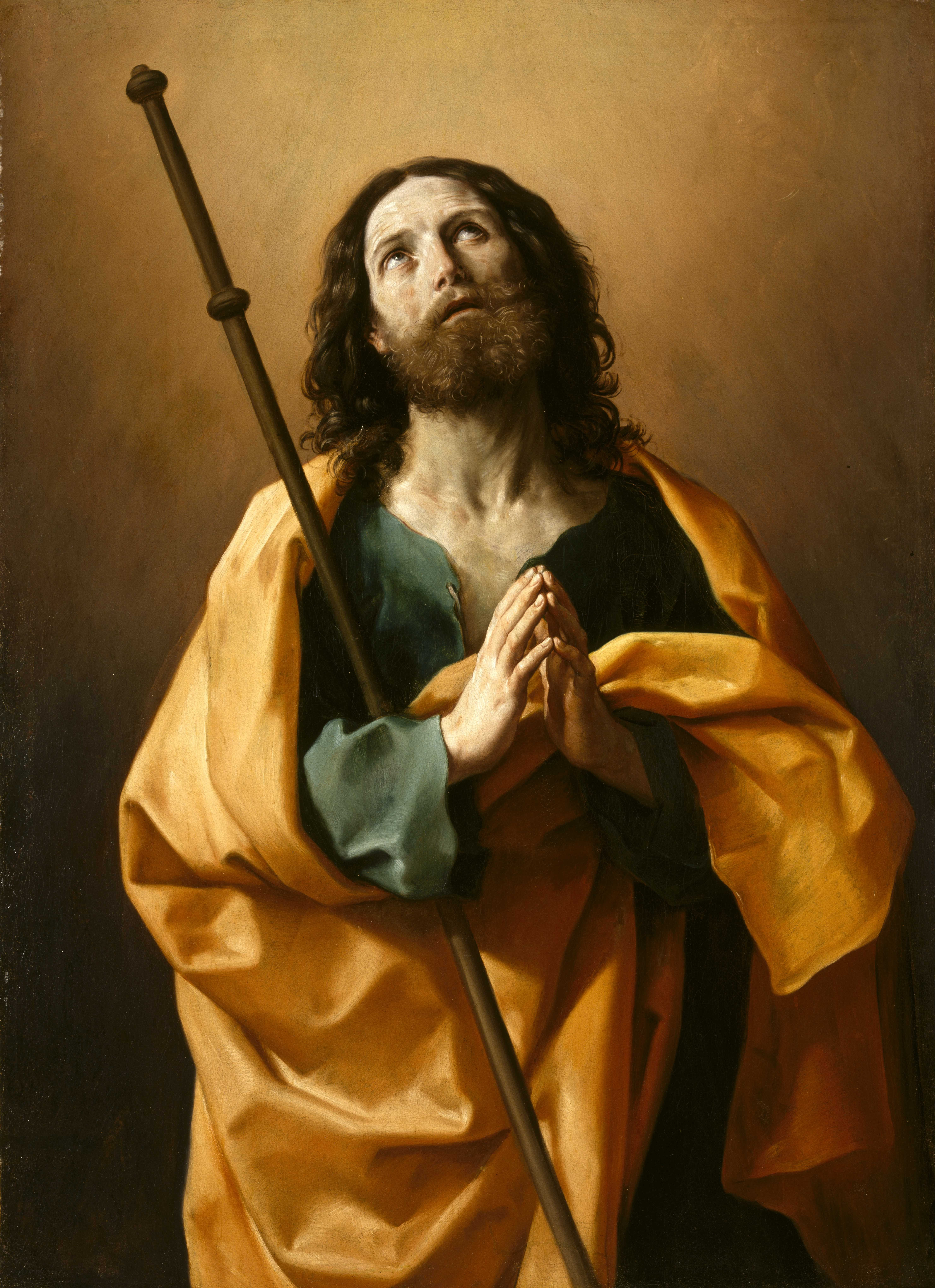